# Давид Фрішман
Давид Саулович Фрішман (1865–1922) — єврейський письменник, поет, перекладач.

## Біографія
Народився в багатій хасидській сім'ї в Згержі (передмісті Лодзі) Петроківської губернії. Здобув традиційну єврейську релігійну освіту. Крім талмудічної писемності, він вивчав і спільні предмети; знайомився як із новоєврейською літературою, так і з німецькою. У 1878—1883 роках перебував у Німеччині; з 1883 — у Варшаві.
У 1886 році він став одним із редакторів газети «Гаиом» у Санкт-Петербурзі, де друкував свої Othiot-Porchoth («Летючі нотатки»)4 у 1888 році повернувся до Варшави, де писав статті та есе на ідиш.

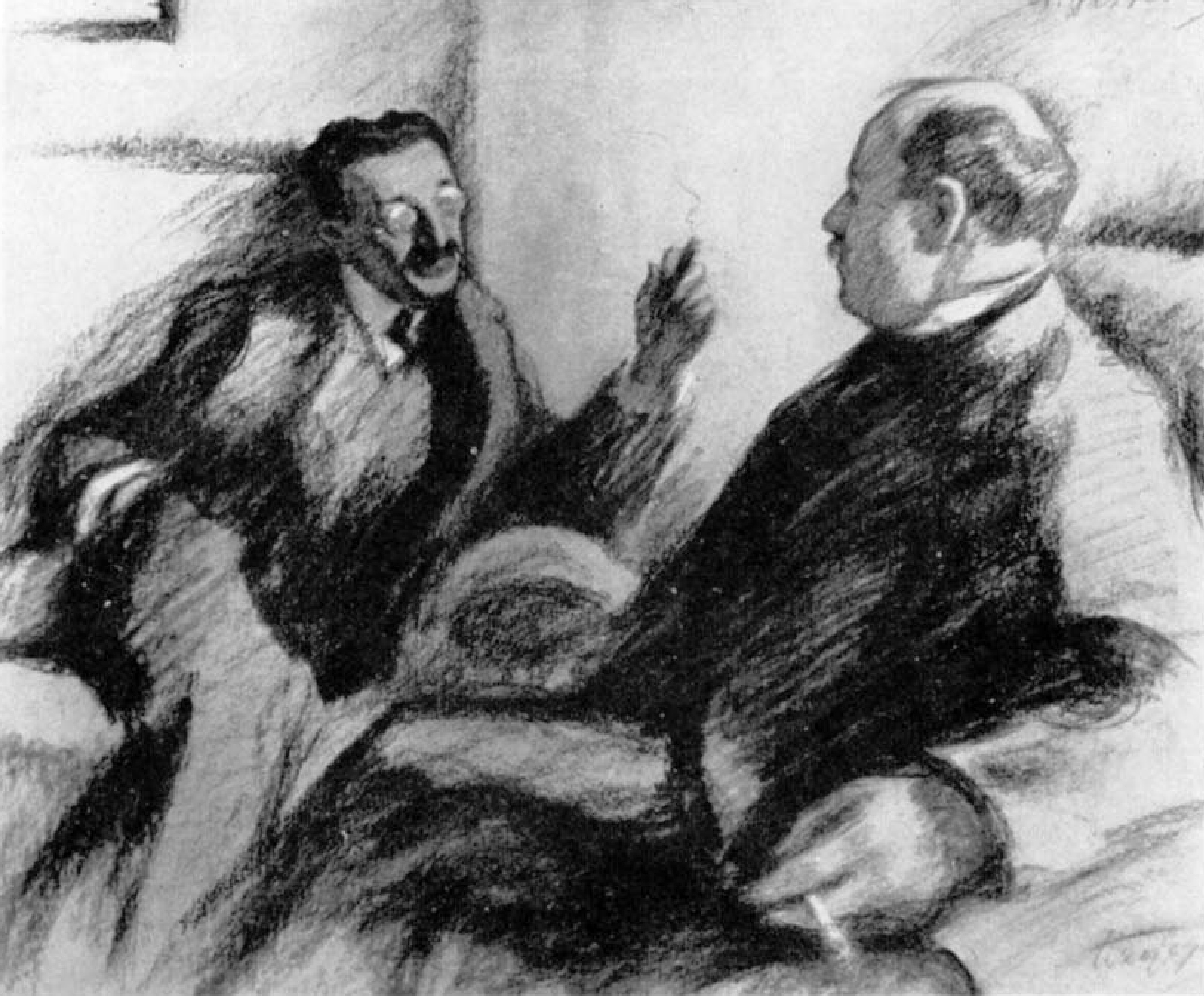
Картина Леоніда Пастернака — Давид Фрішман (ліворуч) і Хаїм Нахман Бялік.

Вищу освіту здобув у Бреславльському університеті (1890—1895), де слухав лекції з філософії, історії та мистецтва.
Вже з 1879 року він писав вірші на івриті та ідиші. Перше оповідання вийшло у журналі П. Смоленскіна «Га-Шахар» у 1878 році. Сенсацію викликав памфлет Фрішмана «Тоху», що з'явився в 1883 році, в якому автор оголосив війну рутині та архаїчним вдачам, що вкоренилися в єврейській пресі та літературі.
Живучи у Варшаві, він працював перекладачем німецької, російської та англійської літератури на іврит. Для розвитку смаку єврейського читача та ознайомлення його із зразками європейської творчості їм було переведено поему Дж. Байрона «Каїн» (1900), трактат Ф. Ніцше «Так казав Заратустра» (1909), вірші О. С. Пушкіна, казки Г. К. Андерсена. Він також переклав «Данієля Деронду» Дж. Еліот (1893), «Вероніку» Шумахера (1895), історію культури Ліпперта (у 4-х т.). та ін.
Фрішман писав на ідиші для варшавських єврейських газет «Гацефіра», «Yud», «Fraynd» та «Łódź», альманаху «Хойз-Фрайнд». Він першим увів у єврейську літературу жанри фейлетону та новели. Вірші на ідиші друкував із 1888 року. Тоді ж твори Фрішмана були включені до збірки Шолом-Алейхема «Ідіше фолкс-бібліотек» (Київ). Редагував твори єврейських письменників, видавав літературні збірки.
Між 1895 і 1910 роками Фрішман вивчав філологію, філософію та історію мистецтва в університеті Бреслау, де подружився з Міхою Йозефом Бердичевським.
У 1911—1912 роках він відвідав Палестину; враження, зібрані там, допомогли йому повірити у майбутнє івриту як повсякденну, а не лише релігійну, мову, хоча у своїх роботах він на все своє життя залишився вірним класичному біблійному івриту.
На початку Першої світової війни Фрішман був інтернований у Берліні як ворожий (російський) суб'єкт. Через кілька місяців йому дозволили повернутися до Польщі; він повернувся до Варшави, але коли 1915 року німецькі війська наблизилися до неї, був депортований до Одеси російською владою, оскільки його численні контакти з Німеччиною зробили його підозрілим в очах російської влади. В Одесі перекладав твори братів Грімм, Тагора, Гете, Гейне, Байрона, Оскара Вайлда, Франса, писав вірші для журналу на їдиш «Ундзер Лебн».
Після Лютневої революції 1917 року він ненадовго переїхав до Москви, де став головою редколегії видавництва «Стибель» А. А. Я. Штибеля. Тут він продовжив свою літературну та перекладацьку діяльність; редагував перші три збірки «Га-Ткуфа». 1919 року видавництво було закрито більшовиками і незабаром відтворено у Варшаві, куди і переїхав Фрішман.
З 1920 жив у Німеччині. У 1922 році Фрішман поїхав до Берліна, щоб лікуватися від важкої хвороби, і там помер 4 серпня 1922 року. Панегірики на його похоронах виголосили Хаїм Нахман Бялік і Девід Бергельсон. Останнім його твором був переклад шекспірівського «Коріолана» на іврит, який вийшов посмертно.

## Книжки, які написані на івріті
- On the Day of Atonement, Y. Alepin, 1881 [Be-Yom Ha-Kipurim]
- Chaos and Void, C. Kelter, 1883 [Tohu Va-Vohu]
- Flying Letters, Ben Avigdor, 1892 [Otiyot Porchot: Sipurim, Reshimot ve-Tziyurim]
- Letters on Literature, Achiasaf, 1895 [Michtavim Al Devar Ha-Sifrut]
- Selected Works, Tushia, 1905 [Ketavim Nivharim]
- The Golem, Achiasaf, 1907 [Ha-Golem: Ma'aseh]
- Drawings and Notes, Moriah, 1910 [Tziyurim u-Reshimot]
- New Works, Sifrut, 1910—1911 [Ketavim Hadashim]
- Portraits, Sifrut, 1911 [Partzufim]
- Remember, Ben Avigdor, 1913 [Yizkor]
- In the Land of Israel, Achi Sefer, 1913 [Ba-Aretz]
- Collected Works, Merkaz, 1914 [Col Kitvei]
- The End of Jerusalem, The Zionist Confederation in Poland, 1920 [Aharit Yerushalayim]
- In the Desert, Hasefer, 1923 [Ba-Midbar]
- Seven New Letters on Literature, Dvir, 1923 [Shiv'a Michtavim Hadashim Al Devar Ha-Sifrut]
- Collected Works, Stybel, 1924 [Col Kitvei]
- David Frischmann's Letters, L. Frischmann, 1927 [Igrot David Frischmann]
- Stories and Poems, Israel Metz Foundation, 1938 [Sipurim Ve-Shirim]
- David Frischman — Works, Dvir, 1930 [David Frischmann-Ketavim]
- Four Stories, Lador, 1964 [Arba'ah Sipurim]
- Collected Works, M. Newmann, 1964 [Col Kitvei]
- Collected Essays, Yachdav, 1974 [Yalkut Masot]